# Аккум (Айтекебійський район)
Акку́м (каз. Аққұм) — село у складі Айтекебійського району Актюбінської області Казахстану. Входить до складу Жабасацького сільського округу.
У радянські часи село називалось Тишканбай.
Населення — 212 (2021; 337 у 2009, 526 у 1999, 554 у 1989).